# Phyllocaulis
Phyllocaulis is een geslacht van weekdieren uit de klasse van de Gastropoda (slakken).

## Soort
- Phyllocaulis soleiformis (d'Orbigny, 1835)